# László Zarándi
László Zarándi (ur. 10 czerwca 1929 w Kiskunfélegyházie, zm. 14 sierpnia 2023) – węgierski lekkoatleta specjalizujący się w biegach sprinterskich, medalista olimpijski z 1952 i mistrz Europy z 1954.

## Sukcesy sportowe
Zdobył brązowy medal w sztafecie 4 × 100 metrów na igrzyskach olimpijskich w 1952 w Helsinkach. Sztafeta węgierska biegła w składzie: Zarándi, Géza Varasdi, György Csányi i Béla Goldoványi. W biegu na 100 metrów Zarándi odpadł w eliminacjach.
Na mistrzostwach Europy w 1954 w Bernie sztafeta węgierska w tym samym składzie zwyciężyła w biegu rozstawnym 4 × 100 metrów. W biegu na 100 metrów Zarándi odpadł w półfinale.
Zarándi był mistrzem Węgier w sztafecie 4 × 200 metrów w 1955. Był rekordzistą Węgier w sztafecie 4 × 100 metrów z wynikiem 40,5 s (27 lipca 1952 w Helsinkach).

## Rekordy życiowe
- bieg na 100 metrów – 10,7 – 1954[1]